# Herb Pogorzeli
Herb Pogorzeli – jeden z symboli miasta Pogorzela i gminy Pogorzela w postaci herbu. Najstarszy wizerunek herbowy pochodzi z XVI wieku.

## Wygląd i symbolika
Herb przedstawia złotego lwa z zadartym ogonem, kroczącym w heraldycznie prawą stronę, za białą wieżą forteczną. Całość znajduje się na czerwonej tarczy herbowej.
Lew symbolizuje siłę, dostojność i królewskość.